# Habrochloa
Habrochloa is een geslacht uit de grassenfamilie (Poaceae). De soort uit dit geslacht (Habrochloa bullockii) komt voor in Oost-Azië.